# Rostratula
Rostratula är en av två släkten i familjen rallbeckasiner inom ordningen vadarfåglar. Släktet omfattar två arter:
- Rallbeckasin (R. bengalensis)
- Australisk rallbeckasin (R. australis)